# 都市計画家一覧
都市計画家一覧(としけいかくかいちらん)は、
都市計画をする者、都市計画家（Urban planner）についての一覧である。
日本の都市計画家については、日本の都市計画家一覧を参照。

## あ行
■あ
- アフメドフ、アブドゥラ・ラマザノヴィッチ  (ru:Ахмедов, Абдулла Рамазанович)  -
- アルカディ・アーキン  (ru:Аркин, Аркадий Ефимович)
- アルベール・アビュト
- アルフレッド・アガッシュ - クリチバ整備計画、リオ・デ・ジャネイロ整備計画
- アンドレウ・アリオラ -
- アルベルト・アルパゴノヴェッロ  (it:Alberto Alpago Novello)
- アレッサンドロ・アントネッリ (Alessandro_Antonelli)  - トリノ（1831年）、ノヴァーラ（1857年）、フェラーラ（1862年)の各都市再開発計画
- アリゴ・アリゲッティ  (it:Arrigo Arrighetti)
- アントニオ・イアネロ  (it:Antonio Iannello)
- アンジェロ・イタリア  (it:Angelo Italia)
- アルヴァ・アールト - サンタクロースの町ロヴァニエミ復興都市計画、サユナットサロ（セイナッツァロ）島の建設計画
- アーマンド・アン  (fr:Armand Corcelles)
- アルド・ファン・アイク   (Aldo van Eyck)  -
- アルフェロフ、イーゴリ・アレクサンドロヴィチ  (ru:Алфёров, Игорь Александрович)  -
- ウルリッヒ・ヴュスト
- ヴィクトル・レオニドヴィチ・アントノフ  (uk:Антонов Віктор Леонідович)  - ハリコフの全体計画  （1966年）、シンフェロポリの全体計画、ハリコフ地下鉄実証プロジェクト
- エンリコ・アルビーノ  (Enrico Alvino)  - 19世紀のナポリ サンタ・ルチア地区デザイン変更 1862年
- エリコ・アルヴィノ  (it:Errico Alvino)
- エンリコ・アマトゥーロ  (it:Enrico Amaturo)
- エミール・アイロード（エミール・アヨー）- ラ・グランド・ボルヌ・グリニィ (La_Grande_Borne)
- カルロ・アイモニーノ -
- カロ・アラビヤン -  スターリングラード再建マスタープラン
- クラウディオ・アンドレアニ  (it:Claudio Andreani)
- クリストファー・アレグザンダー - パターンランゲージ・東野高校
- クリスチャン・アバン (da:Christianshavn)  - コペンハーゲンの都市計画1617年
- ゲルト・アルバース   (de:Gerd Albers)  -
- コレンチュク・オクサナ・アンドリーヴナ  (uk:Коренчук ОксанаАндріївна)  - マイクロディストリクト (Microdistrict)
- アディロフ、サビル・ラキモヴィッチ  (ru:Адылов, Сабир Рахимович)  -
- ザビエル・アルセーヌ＝ヘンリー  (fr:Xavier Arsene-Henly)
- ジョバンニ・アントニオ・アントリーニ (it:Giovanni Antonio Antolini)
- ジョバンニ・アステンゴ - アッシジ市チェントロストリコ都市整備計画
- ジャン＝シャルル・アルファン - パリ市街地拡張計画・緑地計画
- ジャック・アレグレ  (fr:Jacques Allegret)
- スタンレー・アシェッド - ローデシア・ルサカ開発計画
- アルフェロフ、ニコライ・セメノビッチ  (ru:Алфёров, Николай Семёнович)  -
- アンドレーエフ、ヴィクトル・セメノビッチ  (ru:Андреев, Виктор Семёнович)  -
- アシーフ、ユーリ・セルゲイビッチ  (ru:Асеев, Юрий Сергеевич)  -
- チャールズ・ロバート・アシュビー - エルサレム市街地再整備計画
- アダモフ、レオン・ティグラノヴィッチ  (ru:Адамов, Леон ТиграновичАдамов, Леон Тигранович)  -
- トーマス・アダムス (都市計画家) - ニューヨーク地域計画
- パトリック・アバークロンビー - 大ロンドン計画、ロンドンカウンティ総合計画1943
- ハンス・アドリアン  (de:Hans Adrian)  - ハノーバーの都市計画
- ヒューゴ・アルトホフ  (de:Hugo Althoff)  -
- ファド・アワダ  (fr:Fouad Awada)
- アレシン、パベル・フェドトヴィッチ  (ru:Алёшин, Павел Федотович)  -
- フランソワ・アッシャー  (fr:francois Ascher)
- フアン・ペンドラ・アベニョ  (es:Juan Péndola Avegno)  -
- フランセスク・アシメニス  (es:Francesc Eiximenis)  -
- フランコ・アーチブギ  (it:Franco Archibugi)
- フランコ・アルビニ  (it:Franco Albini)
- フランチェスコ・インドビナ  (it:Francesco Indovina)
- ヘンドリック・アンデルセン  (Hendrik Christian Andersen)  - 世界通信センター
- ポール・アレスヒン  (ru:Алёшин, Павел Федотович)
- ホアキン・マリア・アーナウ・ミラモン  (es:Joaquín María Arnau Miramón)
- マーティン・アインゼーレ  (de:Martin Einsele)  -
- マヌエル・アルドネイト・イ・アバリア  (es:Manuel Aldunate y Avaria)  -
- マウロ・アモルソ＝マンザリ  (it:Mauro Amoruso-Manzari)
- マイケル・アース
- ミケーレ・アチリ  (it:Michele Achilli)
- ミシェル・バロリ・アーカイブ  (it:Archivio Michele Valori)
- モレバ・テティアナ・アブラムヴナ  (uk:Морєва Тетяна Абрамівна)  - マイクロディストリクト (Microdistrict)  No. 311 (ソスノヴァの丘)および No. 533uk:Салтівка、オレクシーフスキー（Олексіївка_(Харків)）集合住宅
- M.アンドロソフ（M.N. Androsov） - ミンスク都心計画復興開発1946年の基本計画
- J.J.P.アウト - ブレイドルプ集合住宅地計画
- ユーリ・アシブ  (ru:Асеев, Юрий Сергеевич)
- ラルフ・アースキン - ウェリン・ガーデン・シティ、ユトルプの集合住宅、ハッマルビーの住宅地
- ルドルフ・フォン・アイテルベルガー (Rudolf Eitelberger)  - ウィーン道路網計画
- ルイ・アレチェ (fr:Louis Arretche)
- レオン・チグラノヴィッチ・アダムス  (ru:Адамов, Леон Тигранович)
- レイモンド・アンウィン - レッチワース、ハムステッド
- ロドリーゴ・サンチェス・デ・アレバロ  (es:Rodrigo Sánchez de Arévalo)  -

■い
- アナトリー・イグナッシチェンコ  (ru:Игнащенко, Анатолий Фёдорович)
- アンジェロ・イタリア  (it:Angelo Italia)
- イヴァニツキー、アレクサンダー・プラトノヴィッチ  (ru:Иваницкий, Александр Платонович)  -
- イタロ・インソラ  (it:Italo Insolera)
- オレン・イフタチェル -
- デビッド・イングウィット  (en:David Engwicht)  - オーストラリアの交通策
- フランチェスコ・インディオビナ  (it:Francesco Indovina)
- ファイン・イオエレス  (ru:Иохелес, Евгений Львович)
- ホレス・インベルチャドーリ  (it:Orazio Imberciadori)
- レフ・イリン  (ru:Ильин, Лев Александрович)
- イワノフ、エフゲニー・レオニドヴィッチ  (ru:Иванов, Евгений Леонидович)  -

■う
- WEST8 -
- A・P・ウォーカー (Alfred Pickard Walker)  - キャドバリーモデル村
- アルマンド・メリス・ヴィラ  (it:Armando Melis de Villa)
- アルチビオ・ミケーレ・ヴァローリ  (it:Archivio Michele Valori)
- アグスティン・ランダ・ヴェルデゴ  (es:Agustín Landa Verdugo)  -
- アレクサンドル・ウラソフ - ノヴォシビルスク・都市計画マスタープラン
- イェノ・ウィッテン（ジェノ・ヴィッセン  (nl:Jenno Witsen)  -
- ヴァヴァキン、レオニード・ヴァシリエヴィチ  (ru:Вавакин, Леонид Васильевич)  -
- ヴォエイコフ、ウラジミール・ヴァシリエヴィチ  (ru:Воейков, Владимир Васильевич)  -
- ヴィディヤダル (Vidyadhar_Bhattacharya)  - インド・ジャイプル
- ウルバイン・ヴィトリー（ユルバン・ヴィトリー  (fr:Urbain Vitry) -
- ウィルヘルム・ヴォートマン  (de:Wilhelm Wortmann)  -
- ヴェスニン兄弟（レオニード・ヴェスニン (ru) , ヴィクトル・ヴェスニン, アレクサンドロ・ヴェスニン） - ゴンチャルナヤ堤計画(1934)、新モスクワ計画
- エドワード・ウィーブ   (de:Eduard Wiebe)  -
- エドゥアール・ウテュジャン (fr:Édouard Utudjian)  - レ・アール（レ・アル）整備計画
- エンツォ・ヴァンヌッチ  (it:Enzo Vannucci)
- オーランド・ヴェロネーゼ  (it:Orlando Veronese)
- オット・ヴァグナー（オットー・ワーグナー）- ウイーン拡張計画1893、ウイーン21区理想的計画
- カンポス・ヴェヌーティ - バヴィア市チェントロストリコ地区詳細計画1975、レッジョ・エミリア市チェントロストリコ
- クロード・ヴァスコニ (Claude_Vasconi) - レ・アール整備計画 (Les_Halles#Major_conversion)
- クリスチャン・ヴェイド - ヤバイ住宅地再設計
- ゲオルク・ヴェルネル  (de:Georg Werner (Architekt))  -
- ゲオルグ・ヴィットバー  (de:Georg Wittwer)  - ルールのヴェルフェン・ニュータウン公社社長/ドイツ統合後のベルリン建設大臣
- コーエン・ヴァン・ヴェルセン -
- ウズキフ、コンスタンチン・アンドレーヴィッチ  (ru:Узких, Константин Андреевич)  -
- サイモン・ヴォラン  (fr:Simon Vollant)
- オーガスタス・ブレヴォート(ジャッジ)・ウッドワード (Augustus_B._Woodward)  - デトロイト復興都市計画1805
- ジョン・ウッド (John_Wood,_the_Younger)  - クイーンズ・スクエアー (Queen_Square,_Bath) 、バース・ロイヤルクレセント (Royal_Crescent) ＆ザ・サーカス (The_Circus,_Bath)
- ジョン・ヴィエル  (it:Giovanni Viel)
- ジーン・ヴィオゲット - サンフランシスコ街区計画1839
- ジャック・D'ウェルズ  (fr:Jacques D'Welles)
- ジャンヌ・ウルフ  (Jeanne Wolfe)  - モントリオール他ケベック州各市町村都市、カリブ海地域と中央アメリカ諸都市、インドや中国諸都市
- C.V.ウッド  (C.V. Wood)  - ヘリテージスクエア、レイクハヴァスシティ、ディズニーランド
- セバスティアン・ル・プレストル・ド・ヴォーバン - ブリアンソン、ヌフブリサック他防衛都市開発、ヴォーバンの防衛施設群
- チェザーレ・ヴァッレ  (it:Cesare Valle)
- デリック・ウォーカー (Derek Walker (architect))  - ミルトンキーンズ
- トーマス・ウォートルス - 銀座煉瓦街建設
- ウラス、ニコライ・ニコラエヴィチ  (ru:Уллас, Николай Николаевич)  -
- ヴリク、エフィム・ペトロヴィッチ  (ru:Вулых, Ефим Петрович)  -
- ハインツ・ウェッツェル   (de:Heinz Wetzel)  -
- フラン・ヴァント  (nl:Frans van Vught)
- フィリップ・ヴィニョウ  (fr:Philippe Vignaud)  -
- フリードリヒ・ヴァインブレンナー - カールスルーエ整備計画(1800年以降）
- ヘンリー・ヴィヴィアン  (en:Henly Harvey Vivian)  - Brenthamガーデン郊外、レッチワースとのハムステッドガーデン郊外
- ポール・ヴィリリオ -
- ボルハ・ウイドブロ
- ポール・ウルフ   (de:Paul Wolf)  -
- ホルヘ・プルスロ・デ・ヴェルボム  (es:Jorge Próspero de Verboom)  -
- マシュー・ヴォドピッチ  (es:Mateo Vodopich)  -
- マルティン・ヴァグナー - ベルリン首都整備 ベルリン建設参事官・ベルリン都市改造案
- マルク・ヴィール   (fr:Marc Wiel)
- マルチェッロ・ヴィットリーニ -
- ウセイノフ、ミカエル・アレスケロヴィッチ  (ru:Усейнов, Микаэль Алескерович)  -
- ミケーレ・ヴァローリ  (it:Michele Valori)
- メルビン・M.ウェバー   (Melvin M. Webber)  -
- ヤコブス・ウード   (Jacobus Oud)  -
- ヨシップ・ウリク  (hr:Josip_Uhlik)  - ザプルジェ (Zapruđe) 、新ザグレブ (hr:Novi_Zagreb) プロジェクト
- ルイージ・ヴィエッティ  (it:Luigi Vietti)
- レギナルド・ウォーカー - トリニダード・トバゴで都市コンサルタント、ヤバイ住宅地

■え
- L&Gアラナウスカス（L. and G. Aranauskas）- ミンスク都心計画1950年の詳細計画と開発プロジェクト、1946年の基本計画住宅群（1951-1956)
- アーサー・エリクソン - フレズノー、バンクーバー
- アモス・エダロ  (it:Amos Edallo)
- アンドリュー・エリオット (Andrew Ellicott)  - ワシントンD.C.
- アルバート・エルベ  (de:Albert Erbe)  -
- エジョフ、ヴァレンティン・イワノビッチ  (ru:Ежов, Валентин Иванович (архитектор))  -
- ヴィルス・エーベルト   (de:Wils Ebert)  -
- エリザロフ、ヴィクトル・ドミトリエヴィチ  (ru:Елизаров, Виктор Дмитриевич)  -
- ウジェーヌ・エナール - パリ・ロータリーシステム、パリ万国博プラン
- エマニュエル・エーレ・デ・コルニ (Emmanuel Héré de Corny)  - ナンシー都市整備計画
- エルネスト・エブラール - プノンペンやハノイ都市整備計画
- エウセビオ・エスタダ  (es:Eusebio Estada)  -
- ガブリエル・アロマー・エステーブ  (es:Gabriel Alomar Esteve)  -
- カール・エルクアート   (de:Karl Elkart)  -
- カルル・ルードヴィッヒ・エンゲル (Carl_Ludvig_Engel)  - ヘルシンキ計画(1809
- グスタフ・エルスナー  (de:Gustav Oelsner)  -
- クロード・エヴェノ (fr:Claude Eveno)
- コーネリアス・ファン・エーステレン - アムステルダム新拡張計画
- ゴットリーブ・クリスチャン・エーベルハルト・フォン・エッツェル  (de:Gottlieb Christian Eberhard von Etzel)  -
- ゴンザロ・エルナンデス・グアワル  (es:Gonzalo Hernández Guarch)
- ジョセフ・エリコット  (Joseph Ellicott (surveyor))  - バタビアやバッファロー、ニューヨーク州の都市レイアウト
- ジョヴァンニ・デッリ・エレミターニ  (it:Giovanni degli Eremitani)
- エゲレフ、ヴィクトル・セルゲイビッチ  (ru:Егерев, Виктор Сергеевич)  -
- ソランジュ・デ・エルベ・ドゥ・ラ・トゥール  (fr:Solange d'Herbez de la Tour)
- チャールズ・エリオット - ワシントン首都建設変更計画
- チャールズ・エイブラムス  (Charles Abrams)  - ニューヨーク住宅
- ニコラス・エーレン  (de:Nikolaus Ehlen)  -
- パウル・エクヴィスト  (Paul Hedqvist)  - ブロンマ・Alstensgatanにおける棚田住宅、ローダベルゲン住宅プロジェクト
- バレンティン・エジョフ  (ru:Ежов, Валентин Иванович (архитектор))
- ハンス・エッシェバッハ   (de:Hans Eschebach)  -
- フリッツ・エッゲリング   (de:fritz Eggeling)  -
- ファン・エルク - インドネシア・メダンプランテーション開発全体計画
- フアンデ・エレーラ  (es:Juan de Herrera)  -
- ヘルマン・エンデ - 大日本帝国官庁集中計画、ヴィルヘルムスヘーエ郊外住宅地
- ホセ・ホアキン・ゴンサレス・エド  (es:José Joaquín González Edo)  -
- ホセ・デ・エルモシラ  (es:José de Hermosilla)  -
- マーティン・ヴァン・エンゲルスホーフェン＝ヒルス  (nl:Martin van Engelshoven-Huls)
- ミッシェル・エコシャール -
- モントレヴィチ・ヴィラ・エフゲニヴナ  (uk:Монтлевич Віра вгенівна)  - ウクルミストブドプロエクト、ハリコフのKhTZ区ХТЗ労働者居住区、ヴィルノホルスクやキロヴォフラドの全体計画、キロヴォフラド中心部の詳細計画プロジェクト
- ヨハン・エーレンストレム - ヘルシンキ計画(1809
- ヨシフ・アブラモビッチ・エクセル  (ru:Зекцер, Иосиф Абрамович)
- ラファエル・マス・エルナンデス  (es:Rafael Mas Hernández)  -
- ルドルフ・エベルシュタット  (de:Rudolph Eberstadt)  -

■お
- オゼロフ、イワン・クリストフォロヴィチ  (ru:Озеров, Иван Христофорович)  -
- オレイニク、エレナ・パブロヴナ  (ru:Олейник, Елена Павловна)  -
- ウノ・オーレン
- エドワード・オード - ロサンゼルス開発計画1849
- オルロフ、ゲオルギー・ミハイロヴィチ  (ru:Орлов, Георгий Михайлович (архитектор))  -
- コンラッド・オットー＝ツィンマーマン   (de:Konlad Otto-Zimmermann)  -
- ジャスパー・オーファエル - サンフランシスコ整備計画1845
- ジョルジョ・オルチェーゼ  (it:Giorgio Olcese)
- ジェームス・オグルソープ - ジョージアおよびサヴァンナ入植地建設計画
- ジョルジュ・オスマン - パリ大改造計画
- ジャック・マルセル・オーブルタン (fr:Jacques Marcel Auburtin)
- ジャン=マルク・オフナー (fr:Jean-Marc Offner)
- ジョンキロストフォロヴィッチ・オゼロフ  (ru:Озеров, Иван Христофорович)
- オスターマン、ネイサン・アブラモビッチ  (ru:Остерман, Натан Абрамович)  -
- ピーター・オーバーランダー  (Peter Oberlander)  - バンクーバーのグランビルアイランド、トロントのハーバーフロント都市再開発プロジェクト
- オランスキー、ピョートル・ヴァシリエヴィチ  (ru:Оранский, Пётр Васильевич)  -
- フレデリック・オズボーン   (Frederic_Osborn)  - ウェリン・ガーデン・シティ
- フレデリック・ロー・オルムステッド・Jr - ワシントンD.C.、ボルチモア・ローランドパークス
- フレデリック・ロー・オルムステッド - ボストン・パークシステム、リバーサイド宅地割計画1869
- フランシスコ・アンドレス・オクタビオ  (es:Francisco Andrés Octavio)  -
- マイケル・オイトヴィッチ  (ru:Охитович, Михаил Александрович)
- マンフレッド・オストハウス   (de:Manfred Osthaus)  -
- ミゲル・アンヘル・オドリゾーラ  (es:Miguel Ángel Odriozola)  -
- オクトヴィッチ、ミハイル・アレクサンドロヴィッチ  (ru:Охитович, Михаил Александрович)  -
- リチャード・フレデリック・オステルメイヤー  (de:friedrich Richard Ostermeyer)  -
- レオポルド・マルティネス・オラヴァリア  (es:Leopoldo Martínez Olavarría)  -
- ロバート・オウエン - イギリスのトラスト村小住宅計画団地, ニュー・ラナーク
- ロバート・オーゼル  (fr:Robert Auzelle)  -

## か行
■か
- アレクサンダー・ガーヴィン  (Alexander Garvin)  - アトランタ・グリーンベルトシステム、ニューヨーク市世界貿易センターのサイト・マンハッタンの再開発
- カシャノフ、アレクサンドル・ミハイロヴィチ  (ru:Касьянов, Александр Михайлович)  -
- アウリール・カーディナル  (Aurele Cardinal)  - モントリオール大学・ウートルモン・キャンパス、モントリオールの旧港開発 シテメディア地区
- アルノルフォ・ディ・カンビオ - テラ・ヌオ・ヴァ設計 サン・ジョバンニ・ヴァルダル(1296年）
- アントニオ・ガイドン  (it:Antonio Gaidon)
- アルバート・カーン - スターリングラード・コンビナート
- アート・カウイ  (Art Cowie)
- アンリ＝ジャン・カルサット  (fr:Henli-Jean Calsat)
- アンドレス・カノバス・アルカラズ  (es:Andrés Cánovas Alcaraz)
- イグナッツィオ・ガルデッラ  (it:Ignazio_Gardella_senior)  - ジェノバ広域地区詳細計画
- ヴィットリオ・ガンドルフィ  (it:Vittorio Gandolfi)
- ウィットリア・カルツォラーリ -
- ヴィンチェンツォ・カビアンカ  (it:Vincenzo Cabianca (urbanista))
- カロル、ウラジーミル・アダモヴィチ  (ru:Король, Владимир Адамович)  -
- ウラジーミル・アルベルトヴィッチ・ガイコヴィッチ  (ru:Гайкович, Владимир Альбертович)
- ウォルター・ガイスラー  (de:Walter Geisler (Geograph))  -
- ヴァレンティン・アレクサンドロヴィチ・カメンスキー  (ru:Каменский, Валентин Александрович)
- ウルリッチ・ルーレイン・フォン・カル  (Ulrich Rulein von Calw)  - シュレッケンベルグニュータウン（フライベルク）
- ウルリッヒ・カルフ  (de:Ulrich Rülein von Calw)  -
- エドマンド・ガスナー   (de:Edmund Gassner)  -
- オイゲン・カウフマン  (Eugen Kaufmann)  - マクデブルク都市計画、フランクフルト・アム・マイン
- オッタビオ・カビアッチ  (it:Ottavio Cabiati)
- カール・ガンザー  (de:Karl Ganser)  -
- カルロス・ゴメス・ガヴァッツォ  (es:Carlos Gómez Gavazzo)  -
- カルロス・マリア・デ・カストロ  (es:Carlos María de Castro)  -
- グイド・カンポドニコ  (it:Guido Campodonico)
- クロシュロ・モロ・カベザ  (es:Críspulo Moro Cabeza)  -
- ゴードン・カレン -
- ジュゼッペ・ランザ・カマストラ公爵  (it:Giuseppe Lanza, duca di Camastra)
- ジョセフ・カラキス  (ru:Каракис, Иосиф Юльевич)
- ジャン＝ピエール・ガルニエ  (fr:Jean-Pierre Garnier (sociologue))
- ジャン＝ピエール・ガロウ  (fr:Jean-Pierre Garreau)
- ステファノ・ガラーノ -
- ステファノ・ガスセ  (it:Stefano Gasse)
- ジュゼッペ・カノヴァーレ  (it:Giuseppe Cannovale)
- ジュゼッペ・カンポス・ヴェヌーティ  (it:Giuseppe Campos Venuti)
- ジョバンニ・カンポ  (it:Giovanni Campo)
- ジョルジオ・カルツァ・ビーニ  (it:Giorgio Calza Bini)
- ダリオ・カルボーン  (it:Dario Carbone)
- チェーザレ・ガンバ  (it:Cesare Gamba)
- チェザーレ・マッキ・カッシア -
- トーマス・カールステン - ジャワ19のうち12の市町村、スマトラの9つの街のうち3つの街とカリマンタン（インドネシア・ボルネオ）の街の都市計画を担当
- トニー・ガルニエ - リヨン工業都市セタ・ジュニ
- カウストフ、パーヴェル・プロコフィエヴィチ  (ru:Хаустов, Павел Прокофьевич)  -
- カリムリン、バリー・ギバトヴィッチ  (ru:Калимуллин, Барый Гибатович)  -
- ハンス・ガイゲス  (de:Hans Geiges)  -
- ハンフリー・カーバー  (Humphrey Carver)  - カナダ所得連動家賃制度、リージェントパーク、カナダ計画家協会フェロー
- ピーター・カルソープ - ラグナ・ウェスト
- ブルーノ・ガッブリエッリ -
- ファブリツィオ・カロラ  (it:Fabrizio Carola)
- ホアキン・カザリエゴ  (es:Joaquín Casariego)  -
- ホルヘ・ペローネ・ガラルサ  (es:Jorge Perrone Galarza)  -
- マッシモ・カルマッシ  (Massimo Carmassi)  - ピザ市プロジェクト(1970年）
- マウリツィオ・カルタ  (it:Maurizio Carta (urbanista))
- マヌエル・カステル  (es:Manuel Castells)
- ミシェル・カンタル＝デュパール  (fr:Michel Cantal-Dupart)
- ミケランジェロ・ガロフ  (it:Michelangelo Garove)
- モンテ・カセム -
- ルイージ・カッチャ・ドミニオニ  (it:Luigi Caccia Dominioni)
- ルイス・カーン - フィラデルフィア再開発案
- ルイジ・カグリアータ  (it:Luigi Quagliata)
- ルネ・ガゲス (fr:René Gagès)
- ロベルト・ガベッティ  (it:Roberto Gabetti)
- ロベルト・ガンビーノ
- ロジャー・カタン (fr:Roger Katan)
- ローランド・カストロ (fr:Roland Castro)

■き
- アンドレ・ギュトン -
- キリチェンコ、アッラ・セミョーノヴナ  (ru:Кириченко, Алла Семёновна)  -
- 金壽根 - 韓国国土建設綜合計画、テヘラン西部都市シャヤド地区再開発計画
- 金正熙 - 平壌1951年戦災復旧事業都市デザイン
- キルディシェフ、ウラジミール・クリメンティエヴィチ  (ru:Кильдишев, Владимир Климентьевич)  -
- ケン・キャメロン (Ken Cameron) - グレーターバンクーバー地域区政策・計画担当及びトランスリンク創設、サイモンフレーザー大学非常勤教授、カナダプランナー協会フェロー
- サミュエル・ギッターマン  (Samuel Gitterman)  - カナダ住宅金融公社初代主任建築家兼計画者。カナダ全土の小規模住宅、分譲地と街設計
- ジェシー・キース  (Jesse Keyes)  - ニューヨーク7thアベニューサウス
- ジェフリー・キプニス (Jeff_Kipnis)  - 昌六地区開発計画、モントリオール都市デザイン1990-2000
- ジャン・キャス  (fr:Jean Castex (architecte))
- ジョルジュ・キャンディリス - ブラン・メズニル地区計画、トゥールーズ・ル・ミレイユ
- チェーザレ・キオーディ  (it:Cesare Chiodi)
- ハドソン・ギルト - ニューヨークシティクラブ 都市計画に関する審議会委員
- フレデリック・ギバード - リージェンツパーク団地開発事業、ハーロウ・シビックセンター基本計画
- フランシス・キュイエール  (fr:francis Cuillier)
- ヘルマン・ギースラー
- ホセ・ルイス・キューバス  (es:José Luis Cuevas (arquitecto))  -
- メル・キング  (Mel King)  - ボストンシティ
- モイセイ・ギンズブルグ - ゴンチャルナヤ堤計画
- ルイ・キーブル  (Lewis Keeble)  - ロンドン・エステートガゼット、クイーンズランド

■く
- アンドレイ・クワソフ (Andrey Kvasov)  - キリルラズモフスキーの住宅街、リトル・ロシア・プリンシパル
- アーサー・グリクソン（Arthur Glikson) - 実験住宅地区キリヤット・ガット1955-65年、キリヤット・モズキン中心部の計画、クレタ島の地域計画プロジェクト、ペタ・ティクヴァ市基本計画（1938-46年）
- アン・クエルリエン  (fr:Anne Querrien)
- アーウィンアントン・グートキンド  (de:Erwin Anton Gutkind)  -
- アレックス・エルブルソヴィッチ・グノフ  (ru:Гутнов, Алексей Эльбрусович)
- クルディアーニ、アルキル・グリゴリエヴィチ  (ru:Курдиани, Арчил Григорьевич)  -
- アンドレイ・クリャチコフ  (ru:Крячков, Андрей Дмитриевич)  - ノヴォシビルスク都市計画
- アントワーヌ・グルムバッハ (fr:Antoine Grumbach)
- アレックス・クーパー   (Alex Cooper (architect))  -
- イグナツィオ・グイディ  (it:Ignazio Guidi (architetto))
- ウィリアムアランMcInnesグリーン  (AWilliam Allan McInnes Green)
- ヴァルター・グロピウス - ボストン都心計画（+建築家協会）、スパンダウ・ハーゼルホルストの居住地区
- ヴィジリオ・デ・グラッシ  (it:Vigilio De Grassi)
- ヴィットリオ・グレゴッティ - トリノ市ローコスト住宅計画
- ヴォルフガング・クリスト   (de:Wolfgang Christ)  -
- ウォルター・バーリー・グリフィン - キャンベラ首都建設計画
- エンリコ・アゴスティーノ・グリフィーニ  (it:Enrico Agostino Griffini)
- エドゥアルド・クロイシッヒ   (de:Eduard Kreyßig)  -
- エティエンヌ・クータン (fr:Étienne Coutan)
- オスカー・グレゴロビウス   (de:Oscar Gregorovius)  -
- オノレ・ド・クレマン  (fr:Honore de Cremont)
- カール・クリスピース  (de:Karl Klühspies)  -
- カール・グルーバー（建築史家）   (de:Karl Gruber (Architekturhistoriker))  -
- C.E.グルンスキー (Carl E. Grunsky)  - 大上海分区計画改正案
- キース・クリスチャンス  (en:Kees Christiaanse)  - ハーグ住宅フェスティバル・マスタープラン、LeidscheレインVinex都市計画、Lelystad南エリアのための都市計画、ハンブルク・ハーフェンシティ
- グアリーノ・グアリーニ (Guarino_Guarini)  - トリノ都市計画
- ケヴィン・グーハム  (en:Kevin Gaughan)  -
- グリム、ゲルマン・ダビドヴィッチ  (ru:Гримм, Герман Давидович)  -
- クワータ   (Quadrat)  -
- ジェームズ・クレイグ - エディンバラ・ニュータウン（エディンバラ新市街）
- ジョン・クーデ - ポートランド、コロンボ、ケープタウン、メルボルンなどの港湾都市の計画
- ジル・グラント (Jill Grant) - ダルハウジー大学都市計画学部名誉教授、カナダ都市計画家協会フェロー
- ジャン・カニール・クラス - コンゴ都市計画
- ジャック・グレベール - パリ市都市緑地計画
- ダヴィット・クック  (en:Wilbur David Cook)  - ビバリーヒルズマスタープラン、ダラス・ハイランドパークマスタープラン
- ダニエル・バスケス＝グリアス  (es:Daniel Vázquez-Gulías)  -
- チャールズ・ウィスター・グルフ   (Charles Wister Groff)  - ポモナ、ロサンゼルス、 コスタメサのエステートクリエイション
- ディートマー・クロイツェル   (de:Dietmar Kreutzer)  -
- テオ・クネー  (nl:Theo Quené)
- トリニダード・クルタラ  (es:Trinidad Cuartara)  -
- クスパク、ニコライ・ウラジスラヴォヴィチ  (ru:Куспак, Николай Владиславович)  -
- ビクター・グルーエン -
- フベルト・グロス  (de:Hubert Groß)  -
- フェルナンド・クレメンテ  (it:Fernando Clemente)
- フレデリック・グギスベルグ -
- フランシス・グリーンウェイ - シドニー整備計画、シンガポール整備計画
- フランシスコ・ファハルド・グアルディオラ  (es:Francisco Fajardo Guardiola)  -
- ペドロ・ヌニェス・グラン  (es:Pedro Núñez Granés)  -
- ポール＝ジャック・グリロ (fr:Paul-Jacques Grillo)
- クレネフスキー、ボリス・ヴァレリアノヴィッチ  (ru:Кленевский, Борис Валерианович)  -
- グリゴリアン、マーク・ウラジミロヴィッチ  (ru:Григорян, Марк Владимирович (архитектор))  -
- マウリシオ・クラボト  (es:Mauricio Cravotto)  -
- マチュリン・クルーシー  (fr:Mathurin Crucy)
- マイケル・グンダー  (Michael Gunder)  - おもにニュージーランドとカナダ、EUでの公共政策
- マックス・グーター  (de:Max Guther)  -
- ミッシェル・クラッサ  (Michael Krassa)  -
- モーリス・クロジエ  (fr:Maurice Clauzier)  -
- ヨー・クーネン  (Jo Coenen)  -  KNSM島 (KNSM_Island) 、マーストリヒト・マスタープラン
- ランドール・クレーン   (Randall Crane)  -
- ルシアン・クロール  (Lucien Kroll)  - ルーヴァン大学キャンパス・ルベ＝サン・ランベール
- ルドルフ・クーン  (de:Rudolf Kühn (Architekt))  -
- ルイージ・クアリアータ  (it:Luigi Quagliata)
- ルドヴィコ・クアローニ
- レオン・クリエ - アポンハルキングストン、テネリフェ島、ルクセンブルク都市開発
- ロブ・クリエ  (Rob Krier)  -
- ロベルト・グイドッチ  (it:Roberto Guiducci)
- ワルサー・グリュンワルド   (de:Walther Grunwald)  -

■け
- アレクサンドル・ケメトフ  (fr:Alexandre Chemetoff)
- アーサー・ゲンスラー・ジュニア
- ワシリーゲステ（V.ゲステ) - プーシキン（旧ツァールスコエ・セロー都市計画、モスクワ、キエフ、サラートフ、スモレンスク、クラスノヤールスク、トムスク、ウファーなどの都市計画総括
- ウラディーミル・ゲオルギェーヴィチ・ゲリフリェーイヒ  (ru:Гельфрейх, Владимир Георгиевич)
- エワルド・ゲンツマー   (de:Ewald Genzmer)  -
- オットー・ケーニヒスベルガー(オットー・H・ケイニッヒベルガー) - インド・ブワネシュワル都市計画
- ガブリエル・ゲヴレキアン - テヘラン都市計画
- ジョージ・ケスラー - カンザスシティ
- デクラン・ケネディ   (de:declan Kennedy)  -
- ハワード・ケンドール - マラヤ、パレスチナ（1935年-1938年）ヨルダン、ジブラルタル、ウガンダの各都市コンサルタント
- ハーラン・P・ケルシー -
- ハンス・ゲーリッケ  (de:Hans Gericke (Architekt))  -
- パトリック・ゲデス - インド・タンジョール・レポート、テルアビブ市街地拡張計画、エルサレム市街地計画
- ピーテル・ヴァン・ゲール  (nl:Pieter van Geel)
- フロリアン・カール・ゲッツ   (de:Carl Florian Goetz)  -
- フランク・ケスター   (frank Koester)  -
- フレッド・ケント   (fred Kent)  -
- ポール・ケメトフ  (fr:Paul Chemetov)
- マイケル・P.ケリー   (Michael P. Kelly)  -
- ヤン・ゲール -
- ルネ・ゲージ  (fr:Rene Gages)

■こ
- T・A・L・コンキャノン(T. A. L. Concannon) - マレーシア新都市ハウジング、ジョホールバル、イポー、ペナン、ペタリンジャヤ
- アントニオ・コルタザール  (es:Antonio Cortázar)  -
- アナトール・コップ  (fr:Anatole Kopp)
- アーサー・コーン - MARSロンドンプラン
- アーサー・コミー
- アンリ・コルボック (fr:Henri Colboc)
- アレックス・コッペル  (Alex Cooper (architect))  -
- アウグストス・ゴーディアンス -
- アルマンド・コルセル (fr:Armand Corcelles)
- アルフォンソ・ベガラ・ゴメス  (es:Alfonso Vegara Gómez)
- アルフレッド・コールド (fr:Alfred Chouard)
- イリア・ゴーロソフ - 1923年新モスクワ計画、ソビエト広場再整備計画
- ウェンデル・コックス  (Wendell Cox)  -  ロサンゼルス郡交通、ロサンゼルスの都市鉄道プロジェクト
- ゴプカロ、ヴァディム・イワノビッチ  (ru:Гопкало, Вадим Иванович)  -
- エドムント・コライン  (de:Edmund Collein)  -
- オットー・コーツ (de:Otto Kohtz)  - ベルリン計画1920、ベルリン - シャルロッテンブルク (de:Berlin-Charlottenburg) 大学都市（1937年-1938年）
- カシミール・ゴエルク (Casimir_Goerck)  - ニューヨーク都市整備計画修正案1785および1796
- カルロ・コッキア  (it:Carlo Cocchia)
- クリストフ・コール  (de:Christoph Kohl (Architekt))  - ヘルモント/Brandevoort（ニュータウン）、アムステルダムNoorderhof住宅開発、ポツダムKirchsteigfeld新地区
- ケビン・ゴーハン   (Kevin Gaughan)  -
- ゴルボフスキー - 駅広場ミンスク
- G.D.コールマン (George Drumgoole Coleman)  - シンガポール
- ジャンカルロ・コンソーニ  (it:Giancarlo Consonni)
- ジョセフ・コット  (Joseph Ellicott (surveyor))  -
- ジョン・コリンズ - マーネスタウン、フレデリックスバーグ、アドルファスタウン
- ストルム・コーン   (de:Sturm Kegel)  -
- ズデンコ・コラチョ  (hr:Zdenko_Kolacio)  - 新ザグレブ (hr:Novi_Zagreb) プロジェクト/トルンスコ (Trnsko)
- チャールズ・コレア (Charles_Correa)  - アーメダバード都市計画、公共住宅地。デリー、ボンベイの新都市計画
- コリー、ニコライ・ジェムソヴィッチ  (ru:Колли, Николай Джемсович)  -
- ヌーラン・コション (Noulan Cauchon) - カナダ都市計画協会とオタワ都市計画委員会創設者
- ハーベイ・コルベット (Harvey_Wiley_Corbett)  - ニューヨーク市地域計画
- ピーター・コラー  (de:Peter Koller (Architekt))  -
- ゴールデンベルク、ピョートル・イザーコビッチ  (ru:Гольденберг, Пётр Исаакович)  -
- フランク・コステル  (frank Koester)  -
- フランチェスコ・コレッシニ  (it:Francesco Collecini)
- ファウスト・コロンボ  (it:Fausto Colombo (architetto))
- フェデリコ・ゴリオ  (it:Federico Gorio)
- ヘンリー・コットマン  (Henry Sargent Codman)  - シカゴコロンビア博覧会（シカゴ万国博覧会 (1893年)）会場
- ホセ・マリア・マニュエル・コルティナ・ペレス  (es:José María Manuel Cortina Pérez)
- コルシュノフ、ボリス・アンドレーヴィッチ  (ru:Коршунов, Борис Андреевич)  -
- マリオ・コッパー (Mario Coppa)  - ヴィチェッツア・チェントロストリコ地区詳細計画1968
- マルセル・コルヌ (fr:Marcel Cornu)
- ミハイロ・キリアコーヴィチ・コスタンディ  (uk:Костанді Михайло  Киріакович)  - 1966年タシュケント地震後の市の再建、トビリシ新地区開発のための基本計画策定
- ラルフ・コナント  (Ralph W. Conant)  -  ニューイングランド地域包括的環境計画
- リー・コッペルマン  (Lee Koppelman)  - ロングアイランド地域計画
- ル・コルビュジエ - アルジェプラン、シャンティーガル都市計画
- ルイージ・コセンツァ  (it:Luigi Cosenza)
- ルシオ・コスタ - ブラジリアマスタープラン（プラーノピロット）
- レム・コールハース - ムラン・セナール新都市、ユーラリール、NNAO計画、バイルメルメール再開発・修景計画

## さ行
■さ
- ザスラフスキー、アブラム・モイシェヴィッチ  (ru:Заславский, Абрам Моисеевич)  -
- アルベルト・サモナー  (it:Alberto Samonà (architetto))
- アルノルド・ザネッティ   (de:Arnold Zenetti)  -
- アラン・サルファティ (fr:Alain Sarfati (architecte))
- ザヴァルジン、アレクサンダー・アレクセーヴィチ  (ru:Заварзин, Александр Алексеевич)  -
- ザゼルスキー、アレクセイ・イワノビッチ  (ru:Зазерский, Алексей Иванович)  -
- サプリキン、ヴァシリー・アンドレーヴィッチ  (ru:Сапрыкин, Василий Андреевич)  -
- ヴァシリー・サプリキン  (ru:Сапрыкин, Василий Андреевич)
- エドアルド・サルツアーノ  (it:Edoardo Salzano)
- エウジェーニオ・ドス・サントス- リスボン津波災害復興計画1758・バイジャ地区地震復興
- エリエル・サーリネン - ヘルシンキ計画1918、エストニア・タリン1913
- ザボルスキー、ゲオルギー・ウラジミロヴィッチ  (ru:Заборский, Георгий Владимирович)  - ミンスク都心計画1954年の修正
- コンラッド・ザイデリン (da:Conrad Seidelin)  - コペンハーゲン1852年および1857年計画（ガンメルホルム (da:Gammelholm) , 淡水諸島 (da:Søerne) 拡張等）
- サイト・デザイン・グループ  (en:SITE Design Group)  - レイクフォレスト・ETNIES・スケートパーク
- ジュゼッペ・サモナ - シチリア、ローマの都市やヴェネツィアでの教育
- ジョバンニ・サラッコ  (it:Giovanni Saracco)
- ジョヴァンニ・サルゲッティ・ドリオーリ  (it:Giovanni Salghetti Drioli (architetto))
- ジョン・サルマン - キャンベラ初期建設計画
- ダニエル・ジャドゥ  (es:Daniel Jadue)  -
- ディエゴ・サンチェス＝ゴンサレス  (es:Diego Sánchez-González)
- ボリス・サクリン  (ru:Сакулин, Борис Викторович)  - ウゴルセルストロイ都市計画、モスクワ将来計画（1918年）、大都市圏地域計画（1921年）
- ホセ・ロペス・サラベリー  (es:José López Sallaberry)  -
- マルコ・ザヌソ  (it:Marco Zanuso)
- ミケーレ・サンミケリ  (it:Michele Sanmicheli)
- ミシェル・サンミヘリ
- モシェ・サフィ  (Moshe Safdie)
- ユスターシュ・ド・サン・ファー  (fr:Eustache de Saint-Far)
- ロバート・サイモン  (Robert E. Simon)  - レストンニュータウン
- ザレスカヤ、リュボフ・セルゲイヴナ  (ru:Залесская, Любовь Сергеевна)  -

■し
- ジルベール、アブラハム・エフロイモヴィッチ  (ru:Зильберт, Авраам Эфроимович)  -
- アルフレッド・ショルツ   (de:Alfred von Scholtz)  -
- アレクサンドル・シルチェンコ - タシケント計画
- ジューク、アレクサンダー・ウラジミロヴィッチ  (ru:Жук, Александр Владимирович)  -
- アントワーヌ＝ミシェル・シュ  (fr:Antoine-Michel Perrache)
- アルベルト・シュペーア - ゲルマニアベルリン新首都計画
- アレクセイ・シューセフ - 1923年新モスクワ計画、ソビエト広場再整備計画
- アクセル・シュルツ  (de:Axel Schultes)  -
- アーサー・シュルトレフ  (Arthur Shurtleff)  - ボストン都市公道システム、ウィリアムズバーグ、オールドスターブリッジビレッジ屋外博物館計画
- アンドレ・ジャケ  (es:Andrés Jaque)  -
- アルヴァロ・シザ - シアード復興改修計画
- アラン・ジェイコブズ (Allan_Jacobs)  - サンフランシスコ都市整備計画
- アレクシス・ド・シャトー   (de:Alexis de Chateauneuf)  -
- イニゴー・ジョーンズ - リンカーンズ・インフィールド計画設計1650、初期ニューヨーク改良案
- イワン・ジョルトーフスキー - モスクワ拡張計画（1918-1919）、1923年新モスクワ計画、ソビエト広場再整備計画
- イオネル・シャイン (fr:Ionel Schein)
- ヴァディム・シュガレフ  (ru:Скугарев, Вадим Константинович)
- シュクヴァリコフ、ヴャチェスラフ・アレクセーヴィチ  (ru:Шквариков, Вячеслав Алексеевич)  -
- ウィル・シュワンツ  (de:Will Schwarz (Architekt))  -
- ヴァシリー・N.シムビルチェフ  (ru:Симбирцев, Василий Николаевич)  - スターリングラード計画
- シモノヴィチ、ウラジミール・イリイチ  (ru:Симонович, Владимир Ильич)  -
- エミリス・ジョーンズ  (fr:Emrys Jones)
- エリザベス・プレッタ＝ジーベック  (Elizabeth Plater-Zyberk)  - シーサイドニュータウン
- エリス・ジョーン  (Emrys Jones (geographer))  -
- カミロ・ジッテ - オルムツ都市拡張計画、マリエンベルグ都市建設計画 ウィーン中世都市整備
- カール・シュナイダー  (de:Karl Schneider (Architekt))  -
- カール・フリードリヒ・シンケル   (de:Karl Friedrich Schinkel)  -
- ギヨーム・ジレ  (fr:Guillaume Gillet (architecte))
- ギュスターヴ・シュトスコフ  (fr:Charles-Gustave Stoskopf)
- シャルル・フレデリック・シャッセリオー  (fr:Charles Frédéric Chassériau)
- ジャン＝バティスト・シャインレイ  (fr:Jean-Baptiste Ceineray)
- ジャン・ピエール・シャルボノ - リヨン圏、サンティエンヌ都市計画、レンヌ市パプリックアート計画
- ショー・シープマン  (nl:Toon Siepman)
- ジークフリード・ジッテ - (Sigfried Sitte)
- 沈怡 - 上海特別市大上海都市計画
- シェスタコフ、セルゲイ・セルゲイビッチ  (ru:Шестаков, Сергей Сергеевич (инженер))  -
- セミョーン・ミハイロヴィチ・ショイケト  (ru:Шойхет,_Семён_Михайлович)  -　モルドバ共和国7つの都市 (カフル、コムラト、ベンダー、デュボッサリ、リブニツァ、ティラスポリ、レオヴォ) 開発のためのマスタープラン、バルティの都市計画 (ru:Градостроительный_план_Бельц)
- ジョルジョ、ディ・マッテオ  (it:Giorgio di Matteo)
- トーマス・ジーバーツ  (de:Thomas Sieverts)  -
- トーマス・ウィルフレッド・シャープ -
- ノルベルト・シェーナウアー (Norbert Schoenauer) - マギル大学建築学部教授歴任、カナダ住宅金融公社理事歴任、ケベック州フェルモント新都市マスタープランと住宅計画
- ハインリッヒ・シックハルト  (de:Heinlich Schickhardt)   - フロイデンシュタット都市計画
- パオロ・シカ  (it:Paolo Sica)
- パンギュソン・ル・シイヴ - CIAMメンバー、ザール都市計画
- ハンス・シュトローベル  (de:Hans Strobel (Architekt))  -
- ハインツ・シュワルツェンバッハ   (de:Heinz Schwarzbach)  -
- ハンス・シュミット (建築家) - マケーフカ計画(1933)、オルスク都市計画改正、マケーフカ都市計画
- バート・シェファー  (nl:Bert Scheper)
- ピエール・ジャンヌレ - シャンティーガル都市計画
- ジローラモ、ピコ・フォンティクラーノ  (it:Girolamo Pico Fonticulano)
- フリッツ・ベッカー・シュート  (nl:Frits Bakker Schut)
- フランク・シェラー  (fr:franck Scherrer)
- フリッツ・シューマッハー - 1842年ハンブルク市大火後復興計画
- ブラハム・シャーデル - 昌六地区開発計画
- フランソワーズ・ショエ  (fr:francoise Choay)
- ブライアン・ジェンキンス  (Bryan Jenkins)  - 環境都市計画、西オーストラリア州地域やコックバーンサウン
- フレデリック・シュワルツ  (frederic Schwartz)  - ニューオーリンズの復興、サンディエゴ・ハーバー・フロント・マスタープラン、シンガポール港マスタープラン、モジュラープレハブ・ガーナの住宅地
- ホセ・ベニト・デ・シュリゲイラ  (es:José Benito de Churriguera)  -
- ホルガー・シンディング＝ラーセン
- ポール・シュミットヘンナー  (de:Paul Schmitthenner (Architekt))  -
- ポール・シュメトフ（ポール・セメトフ  (fr:Paul Chemetov)  - レ・アール整備計画
- ミコラ・オレクシオヴィッチ・シェホーニン  (uk:Шехонін_Микола_Олексійович)  - キエフの全体計画 (1920年代から1930年代にかけて) 、キエフプロジェクト (uk:Київпроект)
- リチャード・ノーマン・ショウ - ベッドフォード・パーク計画
- ルイ・シモン - CIAMメンバー、ロワイヤンおよび海浜整備計画
- レオン・ジョセリー - ルネサンス・デ・シテ ミュゼ・ソシアル バルセロナ整備拡張計画案1903
- ロベルト・ジャンニ - ナポリ都市郊外地区計画1980バニヨーリ及び東地区評価
- ローレンス・ジュスキント   (Lawrence Susskind)  -
- ロバート・シュミット（エッセン）   (de:Robert Schmidt (Essen))  -
- ローランド・シュヴァイツァー (fr:Roland Schweitzer)
- シンビルツェフ、ワシリー・ニコラエヴィチ  (ru:Симбирцев, Василий Николаевич)  -

■す
- アイリーン・ズブリツィオーロ  (it:Eirene Sbriziolo)
- アーネスト・スターンバーグ   (Ernest Sternberg)  -
- アイメリック・ズブレナ (fr:Aymeric Zublena)
- イヴァン・スタロフ  (Ivan_Starov) 　ヤロスラヴリ、ヴォロネジ、プスコフ、ドニプロ、ムィコラーイウなど、ロシアとウクライナの多くの都市のマスタープランを考案
- スクガレフ、ヴァディム・コンスタンティノヴィッチ  (ru:Скугарев, Вадим Константинович)  -
- ヴィンチェンツォ・スカモッツィ - パルマノーヴァ計画（1597年
- ウィレム・ステイゲンガ  (nl:Willem Steigenga)
- エットレ・ステラ  (it:Ettore Stella)
- エイレーネ・スブリツィオーロ  (it:Eirene Sbriziolo)
- スタモ、エフゲニー・ニコラエヴィッチ  (ru:Стамо, Евгений Николаевич)  -
- オレ・スケーレン  (Ole Scheeren)
- クラレンス・スタイン - ラドバーン、サニーサイド、ヒルサイドホームス（1933年）、フィップス・ガーデンアパートメント開発
- ゴードン・スティーブンソン  (Gordon Stephenson)  - パース他、ウエスタンオーストラリア州の諸都市
- サイモン・スティーブンス - バタヴィア（ジャカルタ）整備計画
- シャルル・ギュスターヴ・ストスコフ  (fr:Charles-Gustave Stoskopf)
- ジャン=ルイ・スボロー  (fr:Jean-Louis Subileau)
- セクンディーノ・スアソ  (es:Secundino Zuazo)  -
- スペランスキー、セルゲイ・ボリソヴィッチ  (ru:Сперанский, Сергей Борисович)  -
- ソフィア・ストロガノフ、 (ru:Строганова, Софья Владимировна)
- スキッドモア・オーウィングズ・アンド・メリル -
- チャールズ・スタート -
- チャールズ・ストリックランド  (Charles Strickland (town planner))  -  チャールズタウン、メイヨー
- N・スタジーロフ - ウラジオストック(1907）
- ニコラス・スーリエ (fr:Nicolas Soulier)
- ハンス・ステファン  (de:Hans Stephan (Architekt))  -
- ハロルド・スペンス＝セールス  (Harold Spence-Sales)  - マギル大学名誉教授、カナダ都市計画協会会員、ニュータウン計画（ニューブランズウィック州のオロモクト、ケベック州のプレヴィル（現在はサン＝ランベールの一部）など）、ニューブランズウィック州モンクトン、プリンスエドワードアイランド州シャーロットタウン
- スコカン、ピョートル・イワノビッチ  (ru:Скокан, Пётр Иванович)  -
- フアン・アントニオ・スカッソ  (es:Juan Antonio Scasso)  -
- フェルディナンド・ストラック  (de:Ferdinand Stracke)  -
- ベイリー・スコット -
- ズバノフスキー、ボリス・ヴィクトロヴィッチ  (ru:Дзбановский, Борис Викторович)  -
- マルト・スタム - オルスク都市計画 マケーフカ計画(1933)、マグニドゴルスク都市計画
- ミシェル・スタインバッハ  (fr:Michel Steinebach)
- モー・スシロー(Moh Soesilo) - クバヨラン・バルー  (Kebayoran Baru, South Jakarta)
- ヨーゼフ・スチューベン - ケルン(1880)・ベルリン・ドレスデン・ミュンヘン各都市総合整備計画
- ルイ・ヴァン・デル・スワールメン -

■せ
- アルベルト・セラトサ  (es:Albert Serratosa)  -
- アラン・セラフィーヌ  (fr:Alain Seraphine)
- アンリ・セリエ（Henri Sellier） - フランス・シテ・ジャルダン、低廉家賃住宅
- アンリ・セルッティ - サイゴン整備計画1943
- イルデフォンソ・セルダ - バルセロナ市域拡張計画
- ウラジーミル・セミョーノフ - ソ連計画局長歴任。大モスクワ都市計画他、第1次五ヵ年計画の諸都市都市計画マスタープラン
- ジュゼッペ・セグジーニ  (it:Giuseppe Segusini)
- ゼクツァー、ジョゼフ・アブラモヴィッチ  (ru:Зекцер, Иосиф Абрамович)  -
- ブルーノ・ゼヴィ
- ウラジミール・ニコラエヴィチ・セミョーノフ  (ru:Семёнов, Владимир Николаевич (архитектор))  -
- フアン・マルティン・セルメニョ  (es:Juan Martín Cermeño)  -
- ペドロ・マルティン＝パレデス・セルメーニョ  (es:Pedro Martín-Paredes Cermeño)  -
- ベルナルド・セッキ -
- ホセ・ルイ・セルト - キューバ再都市計画
- マックス・セット  (de:Max Cetto)  -
- ミシェル・セナモ  (it:Michele Cennamo)
- ヨハン・センプ - コペンハーゲン1617・クリスチャンハウン (Christianshavn)
- ラディスラス・セゴ  (Ladislas Segoe)  - シンシナティの都市計画
- ヴァインゴート・レフ・セメノビッチ  (uk:Вайнгорт Лев Семенович)  - ポルタヴァ都市計画

■そ
- アジェノーレ・ソチーニ  (it:Agenore Socini)
- アンリ・ソバージュ  (Henri_Sauvage)  - セーヌ河畔の段状建造物群
- アルトゥーロ・ソリア・イ・マータ - マドリッド線状都市計画
- イワン・ソボレフ - スターリングラード・コンビナートマスタープラン
- ヴィットリオ・ゾンゾーニ  (it:Vittorio Sonzogni)
- ソコロフ、ヴィタリー・ペトロヴィッチ  (ru:Соколов, Виталий Петрович)  -
- エドワード・ソジャ  (Edward Soja)  -
- ショールト・ソーテルス  (Sjoerd Soeters)  - コペンハーゲンのSydhavnenマスタープラン、スルーゼホルメン全体計画
- D.M.ソボレフ（D.M. Sobolev）- スターリングラード計画
- パオロ・ソレリ - メサシティ、バベル計画、ノバノア計画
- マイケル・ソーキン
- ラルス・ソンク -
- フランシスコ・ポンズ・ソローリャ  (es:Francisco Pons Sorolla)  -
- ルイ・ドゥ・ソワソン - ウェリン・ガーデン・シティ
- ルイス・ソレール  (es:Luis Ferreres Soler)

## た行
■た
- アレクサンドル・タマニアン -
- ウラジーミル・タトリン - クリミア・ラスピ計画（1916年）
- エンゲルベルト・ダルドルプ  (de:Engelbert Lütke Daldrup)  -
- ウィリアム・ロバート・ダヴィッジ  (William Robert Davidge)  -  バークシャー、 西ケントとベルファスト、 マーシャルヘインズワース、Teddington都市地区開発
- ガブリエレ・タグリアヴェンティ  (Gabriele Tagliaventi)  - チッタ・ヌオーヴァ再開発、フランス・マニルオングル新都心
- クリスティン・ダルノキィ  (fr:Christine Dalnoky)
- ジュゼッペ・ダト  (it:Giuseppe Dato)
- チャールズ・ダウニング -
- ピエール・ダロズ  (fr:Pierre Dalloz)
- ブルーノ・タウト - 生駒山嶺小都市計画1933、ソコルフイッゴラ住宅地計画、モスクワ将来計画検討委員会委員1932、建設監督局ディレクター
- マルティン・タレッガ  (es:Martín Tárrega)  -
- マイク・ダグラス  (Mike Douglass (urban planner))
- ヤド・タベット (fr:Jad Tabet)
- ユストゥス・ダヒンデン -
- ラファエル・タマリット・ピタッチ  (es:Rafael Tamarit Pitarch)
- ルシオ・ステラリオ・ダンジョリーニ  (it:Lucio Stellario d'Angiolini)
- ルネ・ダンジェ
- レジナルド・ダン - マドラス中心地域改善計画
- ローラン・ダガス  (fr:Laurent Dugas)

■ち
- チェカナウスカス、ヴィータウタス  (ru:Чеканаускас, Витаутас)  -
- ヴィト・チャンポリ  (it:Vito Ciampoli)
- カルロ・チェッピ  (it:Carlo Ceppi)
- ゴードン・イマニュエル・チェリー
- ジュゼッペ・チェレ  (it:Giuseppe Celle)
- セルゲイ・チェルニシェフ  (ru:Чернышёв, Сергей Егорович)  - モスクワ・ゴルドスタイン広場計画
- セサーレ・チオーディ  (it:Cesare Chiodi)
- チャールズ・チェイニー
- チェチュリン、ドミトリー・ニコラエヴィチ  (ru:Чечулин, Дмитрий Николаевич)  -
- ネストレ・チネリ  (it:Nestore Cinelli)
- パオロ・チェッカレッリ  (it:Paolo Ceccarelli)
- ピーター・チェンバレン (Peter_Chamberlin)  - バービカン再開発 (Barbican_Estate)
- ピエル・ルイジ・チェルヴェッラーティ
- フランソワーズ・チョイ  (fr:Françoise Choay)
- ミケーレ・チェンナモ  (it:Michele Cennamo)
- ルイ・ミッシェル・チボー - ケープタウン整備計画

■つ
- レナタ・フォン・ツッチャネル  (Renata von Tscharner)  -

■て
- アンリ・デュフール -
- アンリ・デブリン  (fr:Henli Deverin)
- アントニオ・テッラノヴァ -
- イレニオ・ディオタレヴィ  (it:Irenio Diotallevi)
- ヴィジリオ・デ・グラッシ  (it:Vigilio De Grassi)
- ウィレム・デュドック - ヒルフェルスム都市計画
- エドアルド・デッティ  (it:Edoardo Detti)
- アンヘル・フェルナンデス・デ・ロス・リオス -
- エリザベス・デンビー   (Elizabeth Denby)
- オディール・デッキ (fr:Odile Decq)
- デュベリール、グリゴリー・ドミトリエヴィチ  (ru:Дубелир, Григорий Дмитриевич)  -
- クロード＝ラファエル・デュヴィヴィエ (fr:Claude-Raphaël Duvivier)
- サコ・リエンク・デボエル  (Saco Rienk DeBoer)  -  ボルダーシティコミュニティ計画、デンバー他全米中の計画
- サロモン・デ・ブライ -
- ジャンカルロ・デ・カルロ - ウルビーノ都市基本計画
- ジャンフランコ・ディ・ピエトロ  (it:Gianfranco Di Pietro)
- シャルル・デルファンテ (fr:Charles Delfante)
- ジェラール・テュルノエ - グラン・プロジェ
- ジュゼッペ・テラーニ - コモ市都市計画
- シャルル・デルファンテ  (fr:Charles Delfante)
- ジュゼッペ・デ・フィネッティ  (it:Giuseppe de Finetti)
- ジュリオ・デ・ルカ  (it:Giulio De Luca)
- ジョバンニ・デグリ・エリミタニ  (it:Giovanni degli Eremitani)
- ソランジュノ・ド・エベズ・デ・ラ・ツール  (Solange d'Herbez de la Tour)  -
- ディノクラティス - アレクサンドリア都市計画
- デミン、ニコライ・メソディエヴィッチ  (ru:Дёмин, Николай Мефодиевич)  -
- フローレンス・メアリー・テイラー  (Florence Mary Taylor)  - シドニー・ダブルデッカー街建設
- フェルナンド・デ・テラン  (es:Fernando de Terán)  -
- フレデリック・チャールズ・テンプル（Frederick Charles Temple） - ジャムシェドプル拡張計画
- フランチェスコ・ディ・サルボ  (it:Francesco Di Salvo)
- フランチェスコ・ティエッツィ  (it:Francesco Tiezzi)
- フランソワ・デプレスル (fr:François Depresle)
- テプリツキー、マーク・リヴォヴィッチ  (ru:Теплицкий, Марк Львович)  -
- ベツィオ・デ・ルシア  (it:Vezio De Lucia)
- マルセロ・ディリボ  (it:Marcello D'Olivo)
- マリオ・デ・レンツィ  (it:Mario De Renzi)
- リチャード・ルウェリン・デービス  (Richard Llewelyn-Davies, Baron Llewelyn-Davies)  -
- リカルド・ドミンゲス・ウルバノ・テイラー  (es:Ricardo Domínguez Urbano-Taylor)  -
- ルーエリン・デービス (Llewellyn Davis)  - ミルトン・キーンズ
- レイモンド・デュグラン  (fr:Raymond Dugrand)
- ロラン・テリ  (fr:Laurent Thery)
- ロラン・デュガス  (fr:Laurent Dugas)
- ローランド・デュブル  (fr:Roland Dubrulle)

■と
- アルバート・トンプソン - リンカーン及びスワンプールのガーデンサバーブ、ダーバン・ノース住宅地、パインランズ (Pinelands,_Cape_Town)
- ドブロヴォルスキー、アナトリー・ウラジミロヴィッチ  (ru:Добровольский, Анатолий Владимирович)  -
- アレクセイ・ドゥーシュキン - ドンバスの「社会主義都市」の設計に参加（1930～1932年）、モスクワの大規模都市計画アンサンブル
- アルカー・トリップ  (fr:Alker Tripp)
- アナトリー・V.・ドブロボルスキ  (Добровольский, Анатолий Владимирович)
- アンドレス・ドゥアーニー  (Andres Duany)  - シーサイドニュータウン
- アルケル・トリップ  (Alker Tripp)  -
- アンリ＝テオドール・ドリオレ (fr:Henri-Théodore Driollet)
- ウィレム・マリヌス・ドゥドック  (Willem Marinus Dudok)  - ヒルフェルスム都市拡張計画
- ドルガノフ、ヴィタリー・イワノビッチ  (ru:Долганов, Виталий Иванович)  -
- ドゥビンスキー、エフィム・モイセヴィッチ  (ru:Дубинский, Ефим Моисеевич)  -
- グレゴリー・ドゥベリル  (ru:Дубелир, Григорий Дмитриевич)
- コンスタンティノス・ドキシアディス - イスラマバード新首都計画
- ゴー・ヴィエト・トゥ
- シメオン・ドゥウィット - ニューヨーク計画(1811年）
- ジャック・ドンズロ  (fr:Jacques Donzelot)
- ジェラール・トゥルナウアー  (fr:Gérard Thurnauer)
- ジノビー・センデロヴィッチ・トルカシェフ   (ru:Толкачев, Зиновий Сендерович)
- ジョヴァンニ・サルゲッティ・ドリリ  (it:Giovanni Salghetti Drioli (architetto))
- ジョルジュ・トゥーリー (fr:Georges Tourry)
- ジェナロ・デ・フエンテ・ドミンゲス  (es:Jenaro de la Fuente Domínguez)  -
- トロシアン、ジム・ペトロソヴィッチ  (ru:Торосян, Джим Петросович)  -
- ドンブロフスキー、ジギスムント・ウラジスラヴォヴィチ  (ru:Домбровский, Сигизмунд Владиславович)  -
- セミョーノフ・ヴラドレン・トロヒモヴィチ  (uk:Семенов Владлен Трохимович)  - TACIS国際プログラムでウクライナとフランスの共同プロジェクト「シティ プロジェクト」(2001 ～ 2003 年)
- ドメニコ・トレジーニ -
- 董大酉 -
- ナヴム・トラクテンベルク  (ru:Трахтенберг, Наум Ефимович)  - ミンスク都心計画1946年の基本計画
- ハーバート・ドライザイテル
- ヒューバート・トンカ  (fr:Hubert Tonka)
- フアン・バウティスタ・デ・トレド  (es:Juan Bautista de Toledo)  -
- ポール・ドゥルウルイエ  (fr:Paul Delouvrier)  -
- マーク・ドライセン  (Marc Draisen)  - 首都圏計画審議会エグゼクティブディレクター
- マルチェロ・ドリボ  (it:Marcello D'Olivo)
- ルイジ・ドディ  (it:Luigi Dodi (architetto))
- ロヴィラ・イ・トリアス - バルセロナ市主催市域拡張計画
- ロングストレス・トンプソン - 南アフリカ、西アフリカ、インド等の都市コンサルタント

## な行
■な
- ナウモフ、アレクサンダー・イワノビッチ  (ru:Наумов, Александр Иванович)  -
- ヴィシュヴァサリ・ナーヤカ  (Viswanatha_Nayak)  - インド・マドライ
- ナザロフ、ヴァレンティン・フェドロヴィッチ  (ru:Назаров, Валентин Фёдорович)  -
- ジョン・ナッシュ (建築家) - カールトンテラス共同住宅、リージェントストリート周辺開発、ブレース・ハムレット、パークヴィレッジ住宅地開発
- ロバート・ナピア(マクダラの卿 (Robert_Napier,_1st_Baron_Napier_of_Magdala) ）- インド・デリー入植地、ラクナウ入植地計画

■に
- ジュゼッペ・ニコロシ  (it:Giuseppe Nicolosi)
- バリー・ニーダム  (nl:Barrie Needham)

■ね
- ネポコイチツキー、ヴィトルド・スタニスラヴォヴィッチ  (ru:Непокойчицкий, Витольд Станиславович)  -

■の
- エンニオ・ノンニ  (it:Ennio Nonni)
- ジョン・ノーレン - フロリダ全体計画、ヴェネツィア・パークウェイ、マディソン計画開発及び州立公園システム
- ノトキン、ジョゼフ・イザコビッチ  (ru:Ноткин, Иосиф Исаакович)  -
- フェリックス・ノビコフ  (ru:Новиков, Феликс Аронович)
- マシュー・ノヴィツキ  (Maciej_Nowicki_(architect))  - シャンティーガル都市計画案

## は行
■は
- アンジェル・バイセラス  (es:Àngel Baixeras)
- アルベール・パランティ（Albert Parenty）- ロリアン美化計画1936、ボーヴェの復興開発プロジェクト、エ・レ・ローズ市長
- アントニオ・パラシオス  (es:Antonio Palacios)  -
- アレクサンドル・バシロフ  (Alexander Bashilov)  - モスクワの構築、1812年火災後の復興計画
- アルフレッド・バットマン  (Alfred Bettman)  - テネシーゾーニング
- アウグスト・バッチン  (it:Augusto Baccin)
- アドリアーノ・バルチェローニ・コート  (it:Adriano Barcelloni Corte)
- アマンダ・バーデン  (Amanda Burden)  - バッテリーパークシティ、ニューヨークシティ・プランニング
- ウィリアム・ハスティー（V.ゲステ) - プーシキン（旧ツァールスコエ・セロー都市計画、モスクワ、キエフ、サラートフ、スモレンスク、クラスノヤールスク、トムスク、ウファーなどの都市計画総括
- エベネザー・ハワード -
- エウジェニオ・バロフィオ  (es:Eugenio Baroffio)  -
- エドワード・バセット  (Edward Bassett)  -  ニューヨーク公共サービス委員会、都市計画ブルックリン委員会、ニューヨーク・ゾーニング
- M.バルシュ（M. Barshch）- ミンスク都心計画1950年の詳細計画と開発プロジェクト、1946年の基本計画住宅群（1951-1956)
- オスカー・ブルネス・バレロ  (es:Oscar Bulnes Valero)  -
- ガイ・バーゲル  (fr:Guy Burgel)
- カルロ・バラビーノ  (it:Carlo Barabino)  - ジェノヴァ都市計画
- ガストン・バーデット  (fr:Gaston Bardet)
- カルロス・パオレーラ - 世界都市計画の日制定
- グレゴリ・バルヒン -
- クリフ・ハーグ  (Cliff Hague)  - エディンバラ公営住宅団地コミュニティ・グループ計画
- ケント・バトラー  (Kent Butler)  - バートンスプリングス・エドワーズ帯水層地下水管理地区およびコーンズキャニオン計画作成支援
- パブロフ、ゲオルギー・パブロヴィチ  (ru:Павлов, Георгий Павлович (архитектор))  -
- ハコビアン、コリュン・ハルチュノビッチ  (uk)  - ハリコフ全体計画(1986年) および2005年までのハリコフ開発のコンセプト、クレメンチューク詳細計画プロジェクト
- ラザレワ、イリーナ・ウラジミロヴナ  (ru:Лазарева, Ирина Владимировна)  -
- ウィリアム・ライト - アデレード市街地整備計画
- ラドニー、ヴァディム・エフスタフィエヴィッチ  (ru:Ладный, Вадим Евстафьевич)  -
- ラクチン、ウラジミール・ニコラエヴィチ  (ru:Лахтин, Владимир Николаевич)  -
- エルネスト・ラパドゥラ  (it:Ernesto Lapadula)
- エルドリッジ・ラブレス  (Eldridge Lovelace)  - 全米中の都市計画案を立案
- エリー・ライネ  (fr:Elie Lainé)
- エドウィン・ラッチェンス（ルーティエンス） - ニューデリー首都建設計画
- カルロ・ラッティ  (it:Carlo Ratti)
- ジェームズ・ラウス - メリーランド州コロンビア
- ラヴイコ、ジョセフ・イグナティエヴィッチ  (ru:Ловейко, Иосиф Игнатьевич)  -
- ジョン・ラウドン - 産業労働者住宅・太陽熱システム計画開発、ロンドン緑のスペースのための長期計画
- ジョン・ランデル・ジュニア (John_Randel_Jr.)  - ニューヨーク計画1811 (Commissioners'_Plan_of_1811)
- ジャック・ラジスケ -
- ジャン＝ピエール・ラフォン  (fr:Jean-Pierre Lafon (architecte toulousain))
- ジル＝アントワーヌ・ラングロワ  (fr:Gilles-Antoine Langlois)
- スティン・アイラー・ラスムッセン - コペンハーゲン・フィンガープラン1948
- マルク・ブリロー・ド・ラウヤルディエール  (fr:Marc Brillaud de Laujardière)
- チャールズ・ランドリー（Charles Landry） -
- ディディエ・ラロケ (fr:Didier Laroque)
- ドミンゴ・ガルシア・ラモス  (es:Domingo García Ramos)  -
- ニコライ・ラドフスキー - 緑のモスクワ（グリーンシティ）リゾート都市計画、モスクワ・トヴェルスカヤ街住区
- ハリー・ラッシュ (Harry Lash) - グレーターバンクーバー地域区初代計画局長で「1976/1986年の住みやすい地域」策定、カナダプランナー協会フェロー
- ピエール・シャルル・ランファン - ワシントン首都都市設計
- ピエトロ・ラウラーノ  (it:Pietro Laureano)
- ブルーノ・フィリッポ・ラパドゥラ  (it:Bruno Filippo Lapadula)
- ヘンリー・ヴォーン・ランチェスター - マドラス中心地域改善計画、インド各地の都市計画立案
- ヘンリー・ライト - ラドバーン、サニーサイド
- マヌエル・ラスパール  (es:Manuel Raspall)  -
- ラファエロ・サンティ - 画家として有名だが、ローマ・ヴィラ・マダーマのプロジェクトを担当
- ルイス・ラカサ  (es:Luis Lacasa)  -

■り
- アルバート・リンドハーゲン - ストックホルム再計画1866
- アンドレ・リュルサ (fr:André Lurçat)  - アエロパリ計画
- アーサー・リング  (Arthur_Ling)  - ランコーン  (Runcorn)
- アレッサンドロ・リッソーニ  (it:Alessandro Lissoni)
- アルフォンソ・マルティネス・リゾ  (es:Alfonso Martínez Rizo)  -
- イリーナ・リヒテンベルク（Внучка Ірина Ліхтенберг）- ヤヴニ市とホド・ハシャロン市の大規模都市計画プロジェクト
- ウィリアム・E・リース  (William E. Rees)  - ブリティッシュコロンビア大学コミュニティ・地域計画学部元教授兼学部長。エコロジカル・フットプリント概念の創始者、カナダ王立協会フェロー
- キャプテンE.P.リチャーズ(E.P.Richards) - インド・コルカタ改善トラスト、シンガポール・コンサルタント
- ケヴィン・リンチ - ボストン将来計画
- ジャック・リブー  (fr:R R Jacques Riboud)
- チャールズ・コンプトン・リード - ミッチャム・ガーデン・サバーブ、キャメロン・ハインランズ計画
- シュヴェツキー＝ヴィネツキー・ヘンリー・リヴォヴィッチ  (uk:Швецький-Вінецький Генріх Львович)  - 1945年リヴィウ総合計画と基本計画、1944 年ドニプロペトロウシク市マスタープラン策定
- デュ・リー  (Simon_Louis_du_Ry)  - カッセル都市計画、オーバーノイシュタット都市計画
- パオロ・リアニ  (it:Paolo Riani)
- ピエール・リブレ -
- フローレンス・リプスキー  (fr:Florence Lipsky)
- フランシスコ・リョベート  (es:Francisco Llobet)  -
- ホルヘ・レグレッタ  (es:Jorge Legorreta)  -
- ポール・リッター  (Paul Ritter)
- ミカエル・リューベンスキー - ハバロフスク計画1864
- 梁思成 -
- ヤキフ・フリホロヴィチ・リヒテンベルグ  (uk:Ліхтенберг Яків Григорович)  - ハリコフDERZHPROMプロジェクト開発 (1927—1929年)および「ウクルプロムブド」システム（1930年から1933年）

■る
- アンヌ＝ウィル・ルーカス  (Anne-Wil Lucas)
- ヴェジオ・デ・ルチア  (it:Vezio De Lucia)
- ルイコフ、ヴァレリアン・ニキトビッチ  (ru:Рыков, Валериан Никитович)  -
- クロード・ニコラ・ルドゥー  (fr:Claude Nicolas Ledoux)
- ジュリオ・デ・ルカ  (it:Giulio De Luca)
- ジョン・ルサフォード (John_Rutherfurd)  - ニューヨーク計画1811
- ジャン・ルノディー -
- ジャン・ル・ベレ (fr:Jean Le Berre)
- セオドア・ルヴォー  (fr:Theodore Leveau)  -
- ニコラス・ルグラン  (ru:Легран, Никола)
- ネルソン・P・ルイス -
- バレリアンニキトヴィッチ・ルイコフ  (ru:Рыков, Валериан Никитович)
- フランソワ・ルクレルク  (fr:francois Leclercq)
- ボリス・ルバネンコ  (ru:Рубаненко, Борис Рафаилович)  - 駅広場ミンスク
- マルセル・ルー (fr:Marcel Roux (architecte))

■れ
- アフォンソ・レイディ -
- アルセーヌ・レジューヌ  (fr:Arsene Lejeune)
- イワン・レオニドフ - マグニドゴルスク都市計画、イズヴェスチャ計画
- イワン・レム  (ru:Лем, Иван Михайлович)
- レザヴァ、イリヤ・ゲオルギエヴィッチ  (ru:Лежава, Илья Георгиевич)  -
- レビンソン、エフゲニー・アドルフォヴィッチ  (ru:Левинсон, Евгений Адольфович)  -
- レヴィタン、エフィム・イオシフォビッチ  (ru:Левитан, Ефим Иосифович)  -
- レベディンスキー、グリゴリー・イザエヴィチ  (ru:Лебединский, Григорий Исаевич)  -
- クリストファー・レン - 1666年ロンドン大火後再建計画案
- ジャイメ・レルネル - クリチバ新整備計画
- ティティア・ヴァン・レーウェン  (nl:Titia van Leeuwen)
- トーマス・レイヴァン - ロンドンデリー都市計画
- パスカル・レセ  (fr:Pascal Reysset)
- ビクトル・S.レンジャーズ  (ru:Егерев, Виктор Сергеевич)
- フランシスコ・レナート  (es:Francisco Renart)  -
- ポール・レグナウド (fr:Paul Régnauld)
- レブコフスキー、ユーリ・アレクサンドロヴィッチ  (ru:Ревковский, Юрий Александрович)  -

■ろ
- アントニオ・ロビラ・イ・トリアス  (es:Antonio Rovira y Trías)
- アンリ・ロシュ  (fr:Henli Roche)
- アルド・ロッシ - ペルージャ都市計画
- ロチェゴフ、アレクサンダー・グリゴリエヴィチ  (ru:Рочегов, Александр Григорьевич)  -
- ロジン、イーゴリ・エフゲニエヴィチ  (ru:Рожин, Игорь Евгеньевич)  -
- ロザノフ、エフゲニー・グリゴリエヴィチ  (ru:Розанов, Евгений Григорьевич)  -
- エドワード・ローグ  (Edward J. Logue)  - ニューヘブン再開発、ボストン計画
- エミリオ・ラロデラ・ロペス  (es:Emilio Larrodera López)  -
- カールクリストフ・ロルヒャー -
- カルロス・J・カルビモンテス・ロハス  (es)  - ボリビア市スクレ市の規制計画
- カルロ・ロッシ  (it:Carlo Rossi (architetto))
- コーリン・ロウ -
- ザカリアス・ロンジュルネ (fr:Zacharias Longuelune)
- シルビア・ロウ  (Sylvia Law (planner))
- ジョン・ロバーツ  (John Roberts (urban planner))
- セシル・ローズ - 南アフリカ・プレトリア首都計画
- チャールズ・マルフォード・ロビンソン -
- テレンス・オ・ローク  (fr:Terence O'Rourke)
- パスカル・ローレット  (fr:Pascal Rollet)
- ビアージョ・ロセッティー - フェラーラ・ヘラクレスの増築（都市改造）1492
- ファン・ローヘン - シベリア・ケメロヴォ都市計画(1925年）
- フェルナンド・ロメロ  (es:Fernando Romero)  -
- ベルナルド・ロッセリーノ - ピエンツァ都市計画
- ベニニュ・バセット・デ・ローリエ  (fr:Bénigne Basset Des Lauriers)
- マックス・ロック  (fr:Max Lock)
- マルセル・ロッズ - CIAMメンバー、ソットヴィル・レ・ルーアン都市計画
- マルセル・ロンカヨロ  (fr:Marcel Roncayolo)
- ミシェル・ロシュフォール  (fr:Michel Rochefort)
- ミゲル・アンヘル・ロカ  (es:Miguel Ángel Roca)  -
- モーリス・ロティバル  (fr:Maurice Rotival)
- リチャード・ロジャース (建築家) -
- レイモンド・ロペス  (fr:Raymond Lopez)
- ローマ都市計画家グループ  (it:Gruppo Urbanisti Romani)

## わ行
- オットー・ワーグナー - ウィーン都市計画
- チャールズ・ワッケル  (en:Charles H. Wacker)  -
- フランク・ワトキンソン (Frank Watkinson) - マレーシア各地
- メルヴィン・ワッバー  (Melvin M. Webber)  -